# Robert Braithwaite Martineau
Robert Braithwaite Martineau (19 janvier 1826 - 13 février 1869)  est un peintre britannique.

## Biographie
Martineau est le fils d'Elizabeth Batty et de Philip Martineau, maître en chancellerie. Par sa mère, il est le petit-fils de Robert Batty (1763–1849), médecin et peintre amateur .
Martineau fréquente l'école Colfes pendant quelques années à l'âge de 15 ans. Il suit d'abord une formation d'avocat et entre ensuite à la Royal Academy où il reçoit une médaille d'argent. Il étudie avec l'artiste préraphaélite William Holman Hunt et partage un atelier avec lui. Il est décédé à l'âge de 43 ans. En 1865, il épouse Maria Wheeler et a deux enfants avec elle .

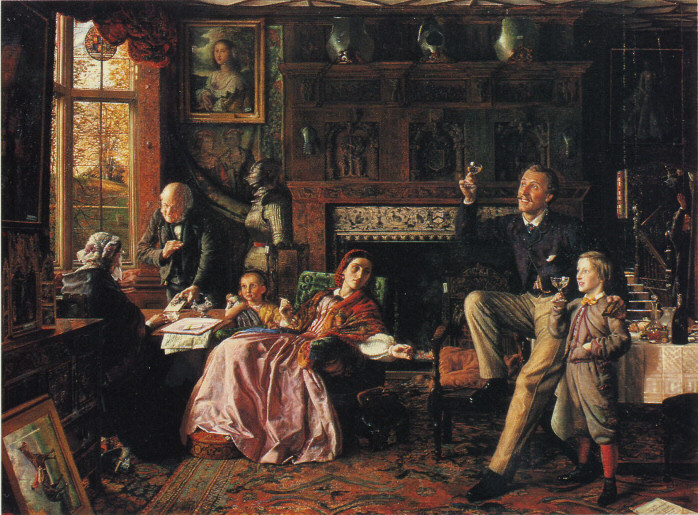
Robert Braithwaite Martineau, Le dernier jour dans l'ancienne maison (1862; Tate Gallery, Londres)

Son tableau le plus célèbre, Le dernier jour dans la vieille maison, dépeint la maison d'un écuyer irréfléchi après avoir joué l'héritage de sa famille. L'homme représenté est le colonel John Leslie Toke (1839-1911) qui est un ami de Martineau et est peint dans sa maison de campagne, Godinton House à Ashford, Kent. D'une manière étrange, la vie est venue imiter l'art, car JL Toke hérite de la maison en 1866 mais la perd après quatre cents ans de propriété de la famille Toke. Le tableau est visible à la Tate Gallery de Londres. D'autres peintures sont léguées à l'Ashmolean Museum d'Oxford et à la Liverpool Art Gallery par sa fille Helen. D'autres peintures moins connues comprennent la première leçon d'écriture de Kit et Picciola .
Martineau est enterré au cimetière de Kensal Green.